# أحمد سيف الإسلام عبد الفتاح
أحمد سيف الإسلام عبد الفتاح حمد (9 يناير 1951 ـ 27 أغسطس 2014) هو محام وحقوقي وناشط يساري مصري، شارك في تأسيس مركز هشام مبارك للقانون عام 1999 وتولّى إدارته منذ إنشائه، وهو أيضًا أحد مؤسسي تجمع المحامين الديمقراطيين.

## نشأته ودراسته
ولد أحمد سيف في مركز حوش عيسى بمحافظة البحيرة وتخرج في كلية الاقتصاد والعلوم السياسية بجامعة القاهرة سنة 1977، وحصل على ليسانس الحقوق من جامعة القاهرة سنة 1989 أثناء قضائه لفترة الاعتقال لخمس سنوات في قضية رأي، كما حصل على دبلوم العلوم الجنائية من نفس الجامعة.

## اعتقاله
اعتقل أحمد سيف أربع مرات، اثنتين في عهد السادات واثنتين في عهد مبارك.
كان أول اعتقال له لمدة يومين سنة 1972 ـ على إثر مظاهرات الطلبة من أجل تحرير سيناء ـ وكان آخر اعتقال أيضًا ليومين سنة 2011، وبينهما كان اعتقاله سنة 1973 بعد مشاركته في الاحتجاجات على خطاب السادات وتأخره في اتخاذ قرار بالحرب مع إسرائيل، وأفرج عنه مع زملائه قبل حرب أكتوبر بأيام، بعد أن قضى 8 أشهر في السجن يقر أحمد سيف أنه لم يتعرض خلالها لضرب أو تعذيب.
أما أطول فترات اعتقال أحمد سيف فكانت سنة 1983، حيث قضى خمس سنوات في سجن القلعة ـ الذي يصفه سيف بأنه كان أبشع بكثير من سجن طرة في التعذيب ـ  بتهمة الانتماء إلى تنظيم يساري، حيث قُبض على 16 شخصًا، أُفرج عن 11 منهم وبقي سيف وأربعة من زملائه، وكان من بين الاتهامات التي وجهت إليهم حيازة سلاح (وهو أنها أقر سيف فيما بعد بأنه كان صحيحًا)، وقد تعرض سيف أثناء هذه الفترة للضرب والتعذيب بالكهرباء والعصي وكسرت قدمه وذراعه، وتقدم وقتها ببلاغ للتحقيق في تلك الواقعة، ولكن لم يحقق أحد فيه، وقد ولدت ابنته منى أثناء وجوده في السجن.
قال أحمد سيف عن تلك التجربة:
| أحمد سيف الإسلام عبد الفتاح | كانت أمامي فرصة للهروب إلى لندن ـ حيث كانت زوجتي الدكتورة ليلى سويف وابني علاء ـ ولكنني تراجعت، على الرغم من أن الأمن نفسه كان سيساعدني على الهرب للتخلص مني كناشط نهائيًا، ورغم ذلك اتفقت مع زوجتي أن أسلم نفسي رغم كل هذه الظروف ورغم أنها كانت حاملا في ابنتي الثانية منى. اخترت أن أقضي في السجن 5 سنوات في بلدي أفضل من أن أهرب خارج مصر وأظل محروما من بلدي 15 سنة على الأقل. وسلمت نفسي وقضيت المدة واستغللت تلك السنوات في الدراسة وحصلت على ليسانس حقوق ـ وأنا في الأصل معي بكالوريوس اقتصاد وعلوم سياسية ـ وولدت ابنتي منى وأنا في السجن مثلما حدث مع علاء ابني الذي ولد ابنه خالد وهو أيضًا في السجن كأن التاريخ يعيد نفسه. | أحمد سيف الإسلام عبد الفتاح |

وقد دفعت تجربة الاعتقال والتعذيب أحمد سيف إلى تكريس أنشطته للدفاع عن حقوق الإنسان.
أما آخر مرة تعرض فيها أحمد سيف للاعتقال فقد كانت يوم موقعة الجمل في 3 فبراير 2011، حيث اقتحمت قوات الأمن مركز هشام مبارك واعتقلت أحمد سيف ومن كانوا معه من الحقوقيين والمراسلين والصحفيين وأفرج عنه بعد يومين ومات متحسرا على أبنائه المعتقلين ظلما في عهد السيسي.

## نشاطه الحقوقي والسياسي
شارك سيف الإسلام في قيادة الحركة الطلابية في السبعينات، وجرى اعتقاله عدة مرات تعرض خلالها للتعذيب وخاصة في قضية ما سمي بتنظيم الحركة الشعبية، وأثناء وجوده بالمعتقل حصل على ليسانس الحقوق وشارك بعد خروجه متطوعًا للدفاع عن المتهمين من مختلف التيارات في قضايا الرأي، ومنها قضية «الاشتراكيون الثوريون» و«حزب التحرير الإسلامي» عامي 2003 و2004، وله أيضًا إسهامات في العديد من القضايا أمام المحكمة الدستورية العليا.
كما كان أحمد سيف عضوًا في فريق المحامين الذي دافع سنة 2008 عن 49 شخصًا حوكموا أمام محكمة أمن الدولة العليا (طوارئ) في طنطا، شمالي القاهرة، بتهمة الاشتراك في الاحتجاجات الشعبية التي خرجت في 6 أبريل 2008 تضامنًا مع التحرك العمالي في مدينة المحلة، الذي نظمّه عمال النسيج وشابته أعمال عنف. وقد استند الادعاء بشكل أساسي في هذه القضية إلى اعترافات قال المتهمون إنها انتزعت منهم تحت التعذيب أثناء احتجازهم بمعزل عن العالم الخارجي في فترة الاعتقال السابقة على المحاكمة، قد انتهت المحاكمات بتبرئة 27 متهما وإدانة 22 آخرين.
أحد المحامين المدافعين عن ال 13 المتهمين بتفجيرات طابا سنة 2004 المنتمون ل كتائب عبد الله عزام والصادر ضدهم أحكام بإعدام 3 منهم والسجن المؤبد لآخرين، ولم يصدق المجلس الأعلى للقوات المسلحة على الأحكام ويتم إعادة محاكمة المتهمين وتم الدفع بعدم دستورية المحكمة من قبل أحمد سيف الإسلام وبناء عليه تم التأجيل إلى جلسة 13 ديسمبر 2012، لتقديم شهادة إجراءات التي تفيد بعدم دستورية المحكمة، وانتفاء قانون الطوارئ.
وفي أعقاب ثورة 25 يناير صار أحمد سيف سنة 2012 عضو بلجنة حماية الحرية الشخصية، وهي لجنة شكلت بالقرار الجمهوري رقم 5 لسنة 2012 بشأن بحث حالة جميع المدنيين الذين صدرت ضدهم أحكام عسكرية منذ 25 يناير 2011 حتى تاريخ تسليم السلطة في 30 يونيو 2012، وبحث حالة كافة المعتقلين من قبل وزارة الداخلية أو غيرها، وبحث حالة الثوار الذين صدرت ضدهم أحكام من القضاء العادي.

### موقفه من عزل الرئيس مرسي والإخوان المسلمين
بعد مرور 10 أشهر على الانقلاب العسكري في مصر وعزل الرئيس محمد مرسي، أكد أحمد سيف الإسلام أن مرسي قد تمت الإطاحة به من خلال «مؤامرة» شارك فيها القادة العسكريين وبعض الأحزاب والقوى السياسية المدنية. مضيفا أن «محمد مرسي ليس أول رئيس مدني مصري منتخب، بل هو آخر رئيس مدني منتخب» حسب تعبيره.
وصف تصنيف الحكومة المصرية لجماعة الإخوان المسلمين كمنظمة إرهابية في ديسمبر 2013: «بالكلام الفارغ وهلاوس» لرئيس الوزراء (آنذاك) حازم الببلاوي ووزير التعليم العالي (آنذاك) حسام عيسى مؤكدا على عدم وجود أي سند قانوني لهذا الإجراء».

## كتاباته
له العديد من الدراسات القانونية، مثل كتاب «مدى دستورية قانون الطوارئ والأحكام العرفية» و«الحبس الاحتياطي».

## أسرته
تزوج أحمد سيف من الأكاديمية والناشطة الدكتورة ليلى سويف، وله منها ثلاثة أبناء هم علاء ومنى وسناء.

## وفاته
توفي في 27 أغسطس 2014 في تمام الساعة الرابعة والنصف عصرًا بعد صراع مع المرض داخل غرفة العناية المركزة بالقصر العيني، بينما كان ابنه علاء وابنته سناء محبوسين في السجون المصرية.

## وصلات خارجية
- خربشات ـ مدونة أحمد سيف الإسلام حمد